# هرثمه بن النضر
هرثمه بن النضر (عربی: هرثمة بن النضر الجبلي؛ درگذشت ۸۴۹) فرمانروای مصر در دوران خلافت عباسی بود.